# Muntanyesa petita
La muntanyesa petita o erèbia petita (Erebia epiphron) és una espècie de lepidòpter papilionoïdeu de la família dels nimfàlids (Nymphalidae) present als Països Catalans.
Es distribueix a zones muntanyoses d'Europa excepte centre i sud d'Espanya, Fenoscàndia, centre i sud de Grècia i illes mediterrànies. A la península Ibèrica es troba a la Serralada Cantàbrica, Serra de la Demanda, Serra Cebollera i Pirineus. A l'est dels Pirineus habita la subespècie fauveaui mentre que a la resta hi ha la subespècie pyrenaica. Localment pot ser abundant. El seu hàbitat són barrancs i pendents amb herba, amb abundants gramínies d'altura moderada. L'eruga s'alimenta de Nardus stricta.

## Període de vol i hibernació
Una generació a l'any entre juny i agost. A Espanya generalment, entre juny i juliol. Hiberna com a eruga dos anys seguits.

## Conservació
Es considera extingida a Irlanda i Ucraïna. El nombre d'exemplars de l'espècie està disminuint.